# Epicypta pallida
Epicypta pallida är en tvåvingeart som först beskrevs av Edwards 1927.  Epicypta pallida ingår i släktet Epicypta och familjen svampmyggor. Inga underarter finns listade i Catalogue of Life.